# (6936) Cassatt
(6936) Cassatt (6573 P-L) – planetoida z grupy pasa głównego asteroid okrążająca Słońce w ciągu 4,19 lat w średniej odległości 2,6 j.a. Odkryta 24 września 1960 roku.